# Стюарт, Барри
Ба́рри Ке́ннет Стю́арт (англ. Barry Kenneth Stuart; 4 апреля 1934, Сидней — 27 августа 2020) — австралийский гребец-байдарочник, выступал за сборную Австралии в середине 1950-х — конце 1960-х годов. Участник четырёх летних Олимпийских игр, победитель и призёр многих регат национального значения.

## Биография
Барри Стюарт родился 4 апреля 1934 года в Сиднее. Увлёкшись греблей на байдарках и каноэ, проходил подготовку в одном из спортивных клубов штата Новый Южный Уэльс.
Первого серьёзного успеха на взрослом международном уровне добился в 1956 году, когда попал в основной состав австралийской национальной сборной и благодаря череде удачных выступлений удостоился права защищать честь страны на домашних летних Олимпийских играх в Мельбурне. Стартовал здесь в зачёте одиночных байдарок на дистанции 1000 метров, благополучно преодолел предварительный этап, но в решающем заезде занял последнее девятое место, отстав от победителя шведа Герта Фредрикссона почти на 18 секунд.
В 1960 году Стюарт отправился на Олимпийские игры в Рим — в двойках вместе с напарником Деннисом Грином на тысяче метрах добрался только до стадии полуфиналов, где финишировал шестым, в то время как в программе эстафеты одиночных байдарок 4 × 500 метров совместно с Грином, Филлипом Коулзом и Алланом Ливингстоуном показал в полуфинальном заезде третий результат.
Спустя ещё четыре года Барри Стюарт прошёл квалификацию на Олимпийские игры в Токио, где соревновался на километровой дистанции в составе четырёхместного экипажа, куда также вошли гребцы Филлип Коулз, Деннис Грин и Деннис Макгвайр — в итоге им не удалось отобраться на предварительном этапе, однако через утешительный заезд они всё же пробились в полуфинал, а затем и финал, тем не менее, в решающем финальном заезде заняли последнее девятое место, проиграв победившей команде СССР более семи секунд.
После третьей в своей карьере Олимпиады Стюарт остался в основном составе гребной команды Австралии и продолжил принимать участие в крупнейших международных регатах. В частности, в 1968 году он стал участником Олимпийских игр в Мехико — в четвёрках на тысяче метрах совместно с Филлипом Коулзом, Гордоном Джеффри и Деннисом Грином дошёл на сей раз только до стадии полуфиналов, где финишировал четвёртым. Вскоре по окончании этих соревнований принял решение завершить карьеру профессионального спортсмена, уступив место в сборной молодым австралийским гребцам.